# Marie-Thérèse de Modène (1849-1919)
Pour les articles homonymes, voir Marie-Thérèse de Modène (homonymie).
Titres
Reine consort de Bavière
5 novembre 1913 – 7 novembre 1918
(5 ans et 2 jours)
Épouse du prétendant au trône de Bavière
7 novembre 1918 – 3 février 1919
Prétendante jacobite aux trônes d'Angleterre et d'Irlande
20 novembre 1875 – 3 février 1919
Prétendante jacobite au trône d'Écosse
20 novembre 1875 – 3 février 1919
Marie-Thérèse de Modène (née à Brünn le 2 juillet 1849 et morte à Wildenwart le 3 février 1919) est une princesse de la maison de Habsbourg-Este. Ayant épousé Louis de Bavière en 1868, elle devient reine consort de Bavière en 1913.

## Biographie

### Jeunesse et mariage
Fille de Ferdinand-Charles-Victor d'Autriche-Este (1821-1849) et d'Élisabeth de Habsbourg-Hongrie (1831-1903), Marie-Thérèse de Modène, orpheline de père dès la naissance, se réfugia avec sa famille en Autriche lors de l'annexion du duché de Modène par le royaume de Sardaigne en 1860.
Elle épousa en 1868 Louis de Bavière, un arrière-petit-fils du roi Maximilien Ier à qui elle donna une nombreuse postérité.
En 1886, le roi Louis II de Bavière ayant été déclaré inapte à remplir ses fonctions fut démis du pouvoir et interné dans un de ses châteaux. Son frère Othon, étant également incapable d'exercer le pouvoir, la régence fut confiée à son plus proche parent, leur oncle Luitpold de Bavière, beau-père de Marie-Thérèse.  
Le prince Luitpold mourut en 1912 et la régence fut assumée par le prince Louis, époux de Marie-Thérèse. Celui-ci obtint l'abdication de son cousin le roi Othon Ier et devint roi en 1913. Marie-Thérèse devint la quatrième reine de Bavière. 
L'année suivante, la Bavière, conformément aux traités qui la liaient à la Prusse, entra en guerre contre la France et la Russie. Le prince héritier Rupprecht de Bavière, fils aîné du roi et de la reine Marie-Thérèse, se distingua en Lorraine et fut surnommé "Le sauveur de Metz".
Confronté à la défaite de l'Empire allemand et à la révolution, le roi Louis III renonça au pouvoir 4 jours après le Kaiser, le 13 novembre 1918. La république fut proclamée en Bavière. 
Le couple royal se retire dans le Chiemgau où la reine Marie-Thérèse mourut trois mois plus tard à l'âge de 69 ans.

### Descendance
Treize enfants sont issus de son union avec Louis de Bavière :

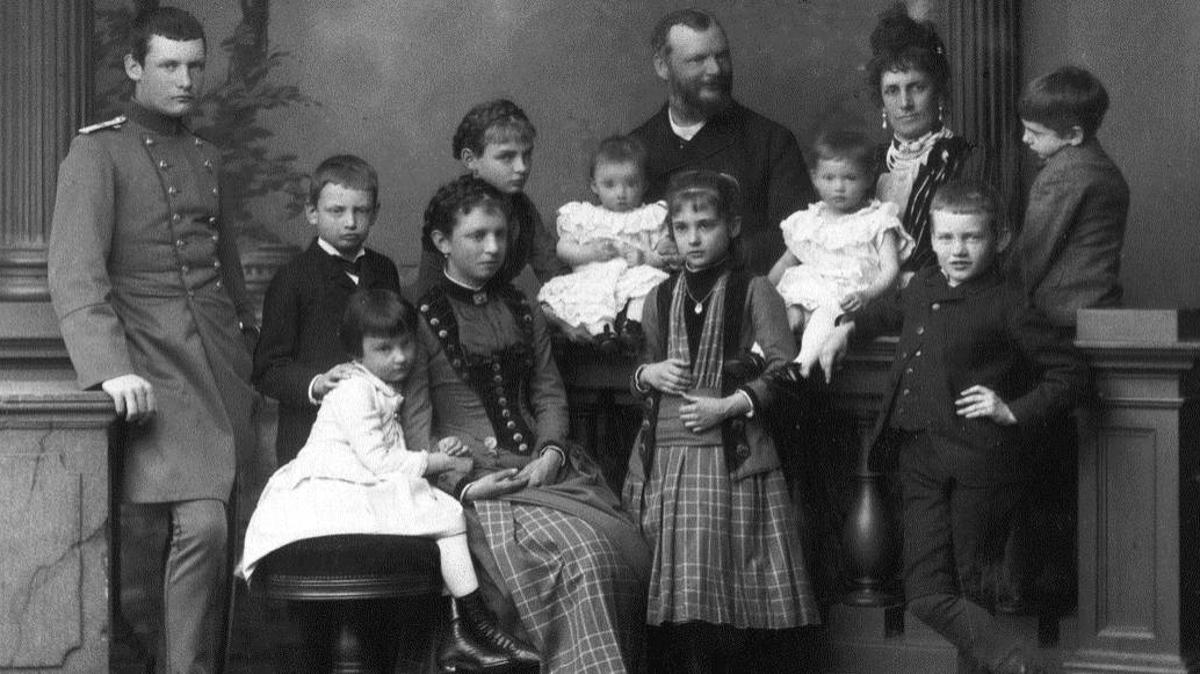
Photo -Le futur Louis III, sa femme et leurs enfants vers 1887

- Rupprecht de Bavière (18 mai 1869 - 2 août 1955), prince héritier de Bavière ;
- Adelgonde de Bavière (17 octobre 1870 - 4 janvier 1958) ; en 1915, elle épouse Guillaume de Hohenzollern ;
- Marie de Bavière (6 juillet 1872 - 10 juin 1954) ; en 1897, elle épouse Ferdinand-Pie de Bourbon-Siciles ;
- Charles de Bavière (1er avril 1874 - 9 mai 1927) ;
- François de Bavière (10 octobre 1875 - 25 janvier 1957) ; en 1912, il épouse Isabelle de Croÿ ;
- Mathilde de Bavière (17 août 1877 - 6 août 1906) ; en 1900, elle épouse Louis de Saxe-Cobourg et Gotha ;
- Wolfgang de Bavière (2 juillet 1879 - 31 janvier 1895) ;
- Hildegarde de Bavière (5 mars 1881 - 7 février 1948) ;
- Notburga de Bavière (19 mars 1883 - 24 mars 1883) ;
- Wiltrud de Bavière (10 novembre 1884 - 28 mars 1975) ; en 1924, elle épouse Guillaume d'Urach, ancien roi Mindaugas II de Lituanie ;
- Helmtrud de Bavière (22 mars 1886 - 22 juin 1977) ;
- Dietlinde de Bavière (2 janvier 1888 - 14 février 1889) ;
- Gundelinde de Bavière (26 août 1891 - 16 août 1983) ; en 1919, elle épouse Jean-Georges de Preysing-Lichtenegg-Moos.